# American Mathematical Monthly
El American Mathematical Monthly, en català: Mensual Americà de Matemàtiques, és una revista matemàtica fundada el 1894 per Benjamin Finkel. La revista encara es publica en l'actualitat i és una de les més difoses d'aquesta disciplina. La revista va ser editada pel mateix Finkel amb altres col·laboradors fins al 1915. A partir d'aquesta data va passar a ser propietat de la Mathematical Association of America qui l'ha continuat editant fins a l'actualitat.
Els editors successius han sigut:
- 2017- : Susan Colley
- 2012-2016: Scott T. Chapman
- 2007-2011: Daniel J. Velleman
- 2002-2006: Bruce Palka
- 1997-2001: Roger A. Horn
- 1992-1996: John H. Ewing
- 1987-1991: Herbert Wilf
- 1982-1986: Paul Richard Halmos
- 1978-1981: Ralph Philip Boas, Jr.
- 1977-1978: Alex Rosenberg i Ralph Philip Boas Jr.
- 1974-1976: Alex Rosenberg
- 1969-1973: Harley Flanders
- 1967-1968: Robert Abraham Rosenbaum
- 1962-1966: Frederick Arthur Ficken
- 1957-1961: Ralph Duncan James
- 1952-1956: Carl Barnett Allendoerfer
- 1947-1951: Carroll Vincent Newsom
- 1942-1946: Lester R. Ford
- 1937-1941: Elton James Moulton
- 1932-1936: Walter Buckingham Carver
- 1927-1931: William Henry Bussey
- 1923-1926: Walter Burton Ford
- 1922- : Albert Arnold Bennett
- 1919-1921: Raymond Clare Archibald
- 1918 : Robert Daniel Carmichael
- 1916-1917: Herbert Ellsworth Slaught
- 1914-1915: Equip de redacció: C.H. Ashton, R.P. Baker, W.C. Brenke, W.H. Bussey, W.DeW. Cairns, Florian Cajori, R.D. Carmichael, D.R. Curtiss, I.M. DeLong, B.F. Finkel, E.R. Hedrick, L.C. Karpinski, G.A. Miller, W.H. Roever, H.E. Slaught
- 1913- : Herbert Ellsworth Slaught
- 1909-1912: Benjamin Franklin Finkel, Herbert Ellsworth Slaught, George Abram Miller
- 1907-1908: Benjamin Franklin Finkel, Herbert Ellsworth Slaught
- 1905-1906: Benjamin Franklin Finkel, Leonard Eugene Dickson, Oliver Edmunds Glenn
- 1904- : Benjamin Franklin Finkel, Leonard Eugene Dickson, Saul Epsteen
- 1903- : Benjamin Franklin Finkel, Leonard Eugene Dickson
- 1894-1902: Benjamin Franklin Finkel, John Marvin Colaw